# أندرو وايت (كاهن أنجليكاني)
أندرو وايت (بالإنجليزية: Andrew White)‏ هو كاهن أنجليكاني بريطاني، ولد في 1964 في Bexley ‏ في المملكة المتحدة.